# À nous la liberté
Pour plus de détails, voir Fiche technique et Distribution.
À nous la liberté (également écrit À nous la liberté !) est un film français réalisé par René Clair et sorti en 1931.

## Synopsis
Deux amis détenus, Émile et Louis, tentent de s'évader. Louis réussit grâce à Émile qui fait diversion. Dehors, Louis se lance dans le commerce de disques puis de phonographes. Il devient petit patron puis, son commerce prospérant, se retrouve à la tête d'usines de plus en plus gigantesques. 
Émile libéré de prison demeure vagabond, se prélasse au soleil. Un jour il aperçoit la nièce du comptable de l'usine de Louis et tombe amoureux de la jeune fille. Il la suit jusque dans l'usine et, presque malgré lui, est embauché. Les deux anciens amis se retrouvent.

## Fiche technique
- Titre original : À nous la liberté !
- Scénario et réalisation : René Clair
  - Assistant réalisateur : Albert Valentin
- Musique : Georges Auric
- Photographie : Georges Périnal, assisté de Georges Raulet
- Costumes : René Hubert
- Montage : René Le Hénaff
- Décors : Lazare Meerson, assisté de Alexandre Trauner
- Costumes : René Hubert
- Production : Frank Clifford
- Pays de production :  France
- Langue originale : français
- Format : noir et blanc - 1,20:1 - 35 mm - son mono
- Genre :  comédie et film musical
- Durée : environ 100 minutes
- Date de sortie :
  - France : 18 décembre 1931
- Affiches : Roger Cartier, Jean-Adrien Mercier (France)

## Un film culte
À nous la liberté a été un film culte qui devint une sorte de slogan pour la jeunesse lettrée au cours des années 1930. Robert Brasillach écrira à son propos :  
« Combien de fois avons-nous vu Sous les toits de Paris et ce spectacle amer et enchanté, avec ses Luna-Park où chantent les oiseaux mécaniques, sa poésie de papier doré et de romances, qu'est À nous la liberté ? Je ne saurais le dire, mais c'était pour nous le symbole de ce temps heureux, où les dangers restaient l'américanisme, la surproduction, et non la grève et la misère, et où, pour finir, deux vagabonds gagnaient en chantant, eux aussi, les routes joyeuses du destin. Ainsi l'écran nous donnait-il des nouvelles de l'univers. Ainsi apprenions-nous de René Clair à connaître Paris comme nous l'apprenions de Baudelaire, de Balzac. » 
Le film de René Clair, avec Les Temps modernes (1936) de Charlie Chaplin, a fait figure de symbole pour la jeunesse intellectuelle française des années trente.

## Chanson du film
La liberté, c'est toute l'existence,
Mais les humains ont créé les prisons,
Les règlements, les lois, les convenances
Et les travaux, les bureaux, les maisons.
Ai-je raison ?
Alors disons :
Mon vieux copain, la vie est belle,
Quand on connaît la liberté,
N'attendons plus, partons vers elle,
L'air pur est bon pour la santé.
Partout, si l'on en croit l'histoire,
Partout on peut rire et chanter,
Partout on peut aimer et boire,
A nous, à nous la liberté ! 

## Iconographie
- À nous la liberté, affiche de Paul Colin, 1931[3].